# Estádio Municipal de Aveiro
Het Estádio Municipal de Aveiro is een voetbalstadion in de Portugese stad Aveiro. Het stadion heeft een capaciteit van 30.970 toeschouwers en is de thuisbasis van voetbalclub SC Beira-Mar. Het stadion werd gebouwd voor het Europees kampioenschap voetbal 2004. Tevens wordt hier sinds 2009, op twee jaar na, jaarlijks de strijd om de Portugese supercup gehouden.

## Geschiedenis

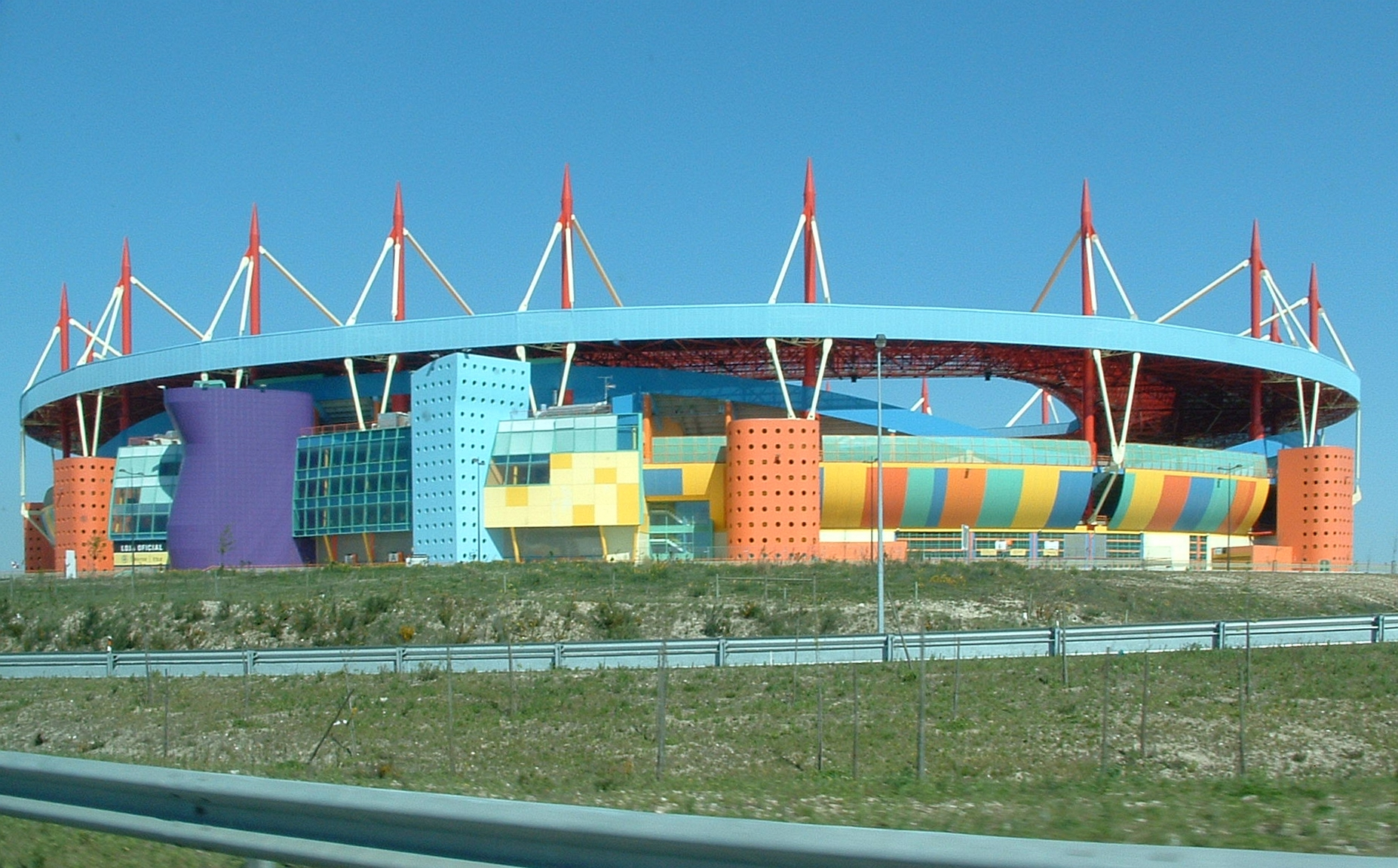
Buitenaanzicht

Portugal kreeg in 1999 de organisatie van het Europees kampioenschap voetbal 2004 toegewezen en daarvoor werd snel duidelijk dat er nieuwe stadions moesten komen. De bouw van het stadion begon in juni 2001. Het stadion werd ontworpen door de Portugese architect Tomás Taveira die een ontwerp van speelgoedblokken maakte voor het stadion. De pilaren en het dak kregen felle kleuren, wat resulteerde in de bijnaam "de snoepwinkel". Het stadion werd in november 2003 geopend met een interland tussen Portugal en Griekenland (1–1), de twee teams die later ook de EK-finale zouden spelen. Tijdens het EK werden er twee groepswedstrijden in het stadion gespeeld. Voetbalclub SC Beira-Mar nam ondertussen ook hun intrek in het stadion, en verliet daarmee het Estádio Mário Duarte.
Het stadion is het op vier na grootste stadion van Portugal, na het Estádio da Luz (Lissabon), Estádio do Dragão (Porto), Estádio José Alvalade (Lissabon) en het Estádio Nacional (Oeiras). Het stadion telt 30.970 stoelen, waarvoor er 897 bestemd zijn voor pers en media, 896 voor gehandicapten en 910 voor vips en genodigden in skyboxen.
Na het EK bleek het stadion in Aveiro al snel veel te groot voor de plaatselijke voetbalclub Beira-Mar. Aanvankelijk was nog geen 20% van het stadion bezet tijdens wedstrijden. In 2014 kwamen er zelfs gemiddeld minder dan 1.000 toeschouwers op thuiswedstrijden af. Er waren plannen om het stadion te slopen, daar de onderhoudskosten hoog waren en de opbrengsten laag, ook al werden er inmiddels culturele activiteiten naast het voetbal in het stadion gehouden. In 2020 werd echter naast het stadion een gloednieuw sportcomplex en trainingspaviljoen aangelegd.

## EK 2004
Het Estádio Municipal de Aveiro was een van de tien stadions die gebruikt werden tijdens het Europees kampioenschap voetbal 2004. Er werden twee wedstrijden uit groep D in het stadion gespeeld.
| EK 2004 wedstrijden | EK 2004 wedstrijden | EK 2004 wedstrijden  | EK 2004 wedstrijden | EK 2004 wedstrijden | EK 2004 wedstrijden |
| No.                 | Datum               | Wedstrijd            | Uitslag             | Ronde               |                     |
| ------------------- | ------------------- | -------------------- | ------------------- | ------------------- | ------------------- |
| 1.                  | 15 juni 2004        | Tsjechië – Letland   | 2 – 1               | Groepsfase groep D  |                     |
| 2.                  | 19 juni 2004        | Nederland – Tsjechië | 2 – 3               | Groepsfase groep D  |                     |

## Overige interlands
Het Portugees voetbalelftal speelde enkele interlands in het stadion.
| Voetbalinterlands | Voetbalinterlands | Voetbalinterlands        | Voetbalinterlands | Voetbalinterlands    | Voetbalinterlands |
| No.               | Datum             | Wedstrijd                | Uitslag           | Competitie           |                   |
| ----------------- | ----------------- | ------------------------ | ----------------- | -------------------- | ----------------- |
| 1.                | 15 november 2003  | Portugal – Griekenland   | 1 – 1             | Vriendschappelijk    |                   |
| 2.                | 8 oktober 2005    | Portugal – Liechtenstein | 2 – 1             | WK 2006 kwalificatie |                   |
| 3.                | 20 augustus 2008  | Portugal – Faeröer       | 5 – 0             | Vriendschappelijk    |                   |
| 4.                | 29 maart 2011     | Portugal – Finland       | 2 – 0             | Vriendschappelijk    |                   |
| 5.                | 7 september 2014  | Portugal – Albanië       | 0 – 1             | EK 2016 kwalificatie |                   |
| 6.                | 7 oktober 2016    | Portugal – Andorra       | 6 – 0             | WK 2018 kwalificatie |                   |

Estádio Cidade de Coimbra (Académica Coimbra) ·
Estádio Municipal de Arouca (FC Arouca) ·
Estádio do Restelo (CF Os Belenenses) ·
Estádio da Luz (SL Benfica) ·
Estádio Municipal de Braga (SC Braga) ·
Estádio António Coimbra da Mota (GD Estoril-Praia) ·
Estádio Cidade de Barcelos (Gil Vicente FC) ·
Estádio dos Barreiros (CS Marítimo) ·
Estádio da Madeira (CD Nacional) ·
Estádio José Arcanjo (SC Olhanense) ·
Estádio da Mata Real (FC Paços de Ferreira) ·
Estádio do Dragão (FC Porto) ·
Estádio do Rio Ave FC (Rio Ave FC) ·
Estádio José Alvalade (Sporting Lissabon) ·
Estádio D. Afonso Henriques (Vitória SC) ·
Estádio do Bonfim (Vitória FC)
Estádio do Fontelo (Académico de Viseu FC) ·
Estádio da Tapadinha (Atlético Clube de Portugal) ·
Estádio Municipal de Aveiro (SC Beira-Mar) ·
Estádio da Tapadinha (SL Benfica B) ·
Estádio 1º de Maio (SC Braga B) ·
Estádio Municipal de Chaves (Grupo Desportivo de Chaves) ·
Estádio do CD das Aves (CD Aves) ·
Estádio de São Luís (SC Farense) ·
Estádio Marcolino de Castro (CD Feirense) ·
Estádio do Mar (Leixões SC) ·
Campo da Imaculada Conceição (CS Marítimo B) ·
Parque Joaquim de Almeida Freitas (Moreirense FC) ·
Estádio Carlos Osório (União Oliveirense) ·
Estádio Municipal 25 de Abril (FC Penafiel) ·
Estádio Municipal de Portimão (Portimonense SC) ·
Estádio Dr. Jorge Sampaio (FC Porto B) ·
Estádio de São Miguel (CD Santa Clara) ·
Estádio José Alvalade (Sporting Lissabon B) ·
Complexo Desportivo da Covilhã (Sporting Covilhã) ·
Estádio João Cardoso (CD Tondela) ·
Estádio do Clube Desportivo Trofense (CD Trofense) ·
Estádio da Madeira (CF União)